# 影戏
影戏算是中国最早成型的电影观念，以社会功能为核心，即以影片内容是否纯正作为评判标准而建立起的电影观念。
影戏可追溯自周朝，也有說是秦始皇之時。一般以為最早出於汉武帝與李夫人的故事。影戏有手影戲、紙影戲及皮影戲三類。宋代影戏盛况空前。《东京梦华录》中记载：“影戏丁仪瘦吉等，弄乔影戏……不以风雨寒暑，渚棚看人，日日如是。”逢节庆之日“每一坊巷口，无乐棚去处，多设小影戏棚子。”张来《明道杂志》中记载：“京师有富家子弟……而此子甚好看影戏，每弄至斩关羽，辄为之泣下，嘱弄者且缓之。”周密《武林旧事》载：“诸色艺人，影戏贾震、贾雄、黑妈妈。”“每有放映（影），儿童喧呼，终夕不绝。”靖康之禍以後，影戏随金兵北传。